# Eiserne Zeit
Eiserne Zeit (Originaltitel: Age of Iron) ist ein Roman aus dem Jahre 1990 des südafrikanischen Nobelpreisgewinners J. M. Coetzee. Eiserne Zeit ist eines seiner berühmtesten Werke und war 1990 das Sunday Express Book of the Year. In diesem Roman zeigt J. M. Coetzee die sozialen und politischen Tragödien eines Landes, das von Rassismus und Gewalt gezeichnet ist.

## Inhalt
Der Roman zeigt die Reise von Mrs. Curren, einer alten Philologieprofessorin. Sie lebt in Kapstadt in der Zeit der Apartheid, wo sie aufgrund ihrer Krebserkrankung langsam dahinscheidet. Mrs. Curren war ihr Leben lang Gegnerin des Apartheidregimes, hat allerdings niemals aktiv dagegen aufbegehrt und protestiert. Nun, da sie am Ende ihres Lebens steht, sieht sie den Horror des Systems in seiner hässlichen Fratze: Sie wird Zeugin, wie eine Gemeinde der schwarzen Bevölkerung niedergebrannt und der Sohn ihres Dieners getötet wird, sowie der Erschießung eines jungen schwarzen Aktivisten, dem Mrs. Curren Unterschlupf bot, durch Sicherheitskräfte. Aufgrund dieser Maschinerie von Gewalt unter sowohl Weißen als auch Schwarzen erinnert sich Mrs. Curren an ihre Vergangenheit und ihre Tochter, die aufgrund der Situation in Südafrika das Land verließ. Aufgrund dessen ist der Roman ein langer Brief von der Mutter an die Tochter, die in den Vereinigten Staaten von Amerika lebt. Im Laufe der Geschichte konstruiert Mrs. Curren eine ungleiche Beziehung zu Vercueil, einem alten obdachlosen Mann, der in Mrs. Currens Einfahrt schläft, und weiter wird Mrs. Curren aufmerksam auf ihr schwarzes Dienstmädchen Florence.